# 大阪維新會

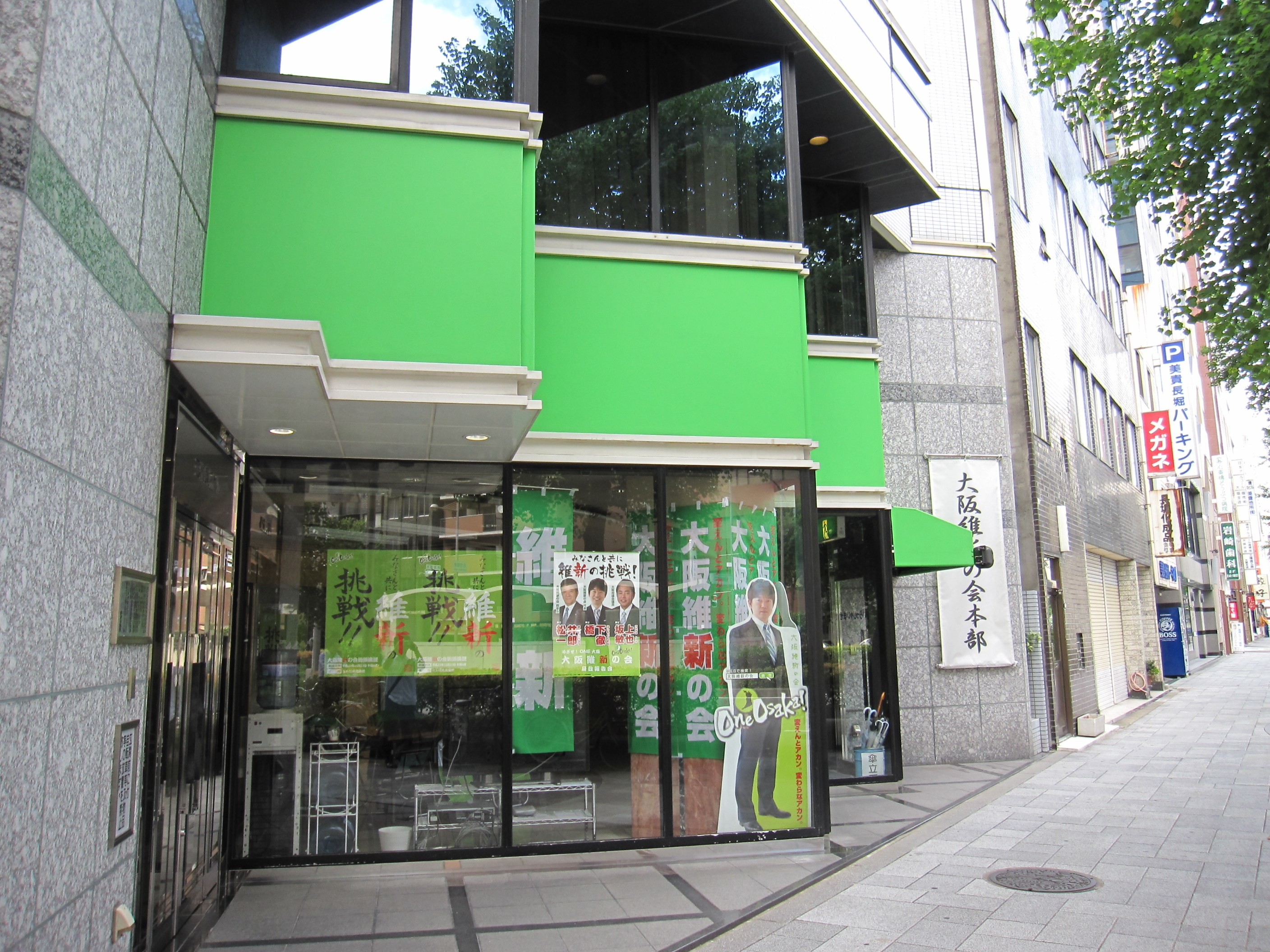
大阪維新會本部

大阪維新會（日语：大阪維新の会）是日本大阪府的地域政黨，為全国性政党日本维新会（日本維新の会）的地方支部。由橋下徹创立，现任黨代表是大阪府知事吉村洋文。

## 歷史
2010年4月19日，支持時任大阪府知事橋下徹的大阪都構想的30名大阪府議會議員成立大阪維新會。其後，不斷有府議員、大阪市議員、堺市議員脫離原來政黨加入大阪維新會。大阪維新會在多次地方議會補選中也屢屢獲勝。2011年4月統一地方選舉，一舉取得大阪府議會過半數席位，以及大阪市、堺市議會第一大黨地位。
2011年，橋下有關大阪府、大阪市二重體制解體，組成新的「大阪都」的構想引起了時任大阪市長平松邦夫的強烈反對，橋下辭任大阪府知事參選大阪市長挑戰平松；同時大阪維新會幹事長松井一郎也參選府知事。在11月舉行的「大阪雙選」中，橋下和松井取得壓倒性的勝利，擊倒得到民主黨、自民黨等眾多政治團體支持的對手候選人。大阪維新會的旋風席捲關西乃至全國。
2012年2月，效仿幕末維新志士坂本龍馬的船中八策，提出針對國政的「維新八策」。提出實現大阪都構想，引進並導入道州制、首相全民公選制、廢除參議院、廢除地方交付稅制度、改革年金制度、強化日美為基軸的外交、參加TPP等政策。
2012年9月，以大阪維新會为基础，组建全国性政党日本維新會。2014年与连结党合并为维新党。
2015年8月，維新黨因党内對立、大阪都公投失敗而分裂，橋下、松井辞任党内職務並離黨，二人表明將以大阪維新会作為母体再組国政政党。同年10月，橋下、松井成立全國性政黨「大阪維新會」（使用大阪的假名而非汉字，翻譯成中文同樣是「大阪維新會」，但與本條目作為地域政黨有所區別），2016年将名称改回日本維新會。

## 主要選舉紀錄

### 大阪府知事選舉
| 年度 | 選舉   | 候選人   | 得票      | 得票率 |  | 結果 |
| ---- | ------ | -------- | --------- | ------ |  | ---- |
| 2011 | 第18屆 | 松井一郎 | 2,006,195 | 54.73% |  | 當選 |
| 2015 | 第19屆 | 松井一郎 | 2,025,387 | 64.1%  |  | 當選 |
| 2019 | 第20屆 | 吉村洋文 | 2,266,103 | 64.37% |  | 當選 |
| 2023 | 第21屆 | 吉村洋文 | 2,439,444 | 73.69% |  | 當選 |

### 大阪府議會選舉
| 年度   | 屆次   | 大阪府議員 | 領袖     |
| ------ | ------ | ---------- | -------- |
| 2011年 | 第17屆 | 57 / 109   | 橋下徹   |
| 2015年 | 第18屆 | 42 / 88    | 橋下徹   |
| 2019年 | 第19屆 | 51 / 88    | 松井一郎 |
| 2023年 | 第20屆 | 55 / 79    | 吉村洋文 |

### 大阪市長選舉
| 年度 | 選舉   | 候選人   | 得票    | 得票率 |  | 結果 |
| ---- | ------ | -------- | ------- | ------ |  | ---- |
| 2011 | 第19屆 | 橋下徹   | 750,813 | 58.96% |  | 當選 |
| 2014 | 第20屆 | 橋下徹   | 377,472 | 87.51% |  | 當選 |
| 2015 | 第21屆 | 吉村洋文 | 596,045 | 56.42% |  | 當選 |
| 2019 | 第22屆 | 松井一郎 | 660,819 | 58.1%  |  | 當選 |
| 2023 | 第23屆 | 橫山英幸 | 655,802 | 73.69% |  | 當選 |

### 大阪市議會選舉
| 年度   | 屆次   | 大阪市議員 | 領袖     |
| ------ | ------ | ---------- | -------- |
| 2019年 | 第19屆 | 40 / 83    | 松井一郎 |
| 2023年 | 第20屆 | 46 / 81    | 吉村洋文 |

### 堺市長選舉
| 年度 | 選舉   | 候選人   | 得票    | 得票率 |  | 結果 |
| ---- | ------ | -------- | ------- | ------ |  | ---- |
| 2013 | 第7屆  | 西林克敏 | 140,569 | 41.5%  |  | 落選 |
| 2017 | 第8屆  | 永藤英機 | 139,301 | 46.2%  |  | 落選 |
| 2019 | 第9屆  | 永藤英機 | 137,862 | 50.0%  |  | 當選 |
| 2023 | 第10屆 | 永藤英機 | 139,295 | 61.26% |  | 當選 |

### 堺市議會選舉
| 年度   | 屆次  | 堺市議員 | 領袖     |
| ------ | ----- | -------- | -------- |
| 2019年 | 第1屆 | 18 / 48  | 松井一郎 |
| 2023年 | 第2屆 | 19 / 48  | 吉村洋文 |

## 外部連結
- 大阪維新會官方網站 （页面存档备份，存于）
- 大阪維新會的X（前Twitter）
- 大阪維新會的Facebook專頁